# Пітфей
Пітфей, також Піттей (грец. Πιτθέας) — син Пелопа й Гіпподамії, брат Атрея й Тієста, батько Етри, дід Тесея, тройзенський володар.

## Міф про Пітфея
Афінський цар Егей, не маючи спадкоємця-сина та переслідуваний невдачами, звертається по пораду до Дельфійського оракула. Піфія переказує йому не вживати вина до повернення в Афіни, аби одного разу не померти від горя. Повертаючись через Тройзен, Егей розповів пророкування піфії тамтешньому царю Пітфею. Останній, здогадуючись, що знаки долі віщують народження героя, відвів афінського володаря на ложе своєї дочки Етри, верховної жриці Тройзена.